# 2024–2025-ös magyar férfi kézilabda-bajnokság (első osztály)
A 2024–2025-ös magyar férfi kézilabda-bajnokság első osztálya a bajnokság 74. kiírása.
A két győztes mérkőzésig tartó bajnoki döntőt az alapszakaszgyőztes One Veszprém KC és az OTP bank-Pick Szeged játszotta. A címvédő veszprémi csapat a döntő harmadik mérkőzésén, hazai környezetben nyerte meg újra a bajnokságot történetük 29. bajnoki címét megszerezve.

## Résztvevő csapatok
| Csapat                     | Székhely          | Aréna                                     | Befogadóképesség |
| -------------------------- | ----------------- | ----------------------------------------- | ---------------- |
| Balatonfüredi KSE          | Balatonfüred      | Balatonfüredi Szabadidőközpont            | 0712             |
| Budakalász KC              | Budakalász        | Budakalászi Sportcsarnok                  | 0400             |
| Csurgói KK                 | Csurgó            | Sótonyi László Sportcsarnok               | 1200             |
| Dabas VSE KC               | Dabas             | OBO Aréna                                 | 1920             |
| QHB-Eger                   | Eger              | Kemény Ferenc Sportcsarnok                | 0885             |
| Ferencvárosi TC            | Budapest, IX. ker | Elek Gyula Aréna                          | 1300             |
| Gyöngyösi KK               | Gyöngyös          | Dr. Fejes András Sportcsarnok             | 1500             |
| Komlói BSK                 | Komló             | Komlói Sportközpont                       | 0800             |
| Nemzeti Kézilabda Akadémia | Balatonboglár     | NEKA csarnok                              | 0678             |
| OTP Bank - Pick Szeged     | Szeged            | Pick Aréna                                | 8143             |
| PLER KC                    | Budapest          | Budapest Airport Aréna                    | 1000             |
| MOL-Tatabánya KC           | Tatabánya         | Tatabányai Multifunkcionális Sportcsarnok | 6200             |
| Győri ETO-UNI FKC          | Győr              | Magvassy Mihály Sportcsarnok              | 2000             |
| One Veszprém KC            | Veszprém          | Veszprém Aréna                            | 5096             |

## Alapszakasz

### Tabella
| #   | Csapat                     | M  | GY | D | V  | G+ – G–  | GK   | P  | Megjegyzések           |
| --- | -------------------------- | -- | -- | - | -- | -------- | ---- | -- | ---------------------- |
| 1.  | One Veszprém KC B          | 26 | 25 | 0 | 1  | 1032–688 | +344 | 50 | Bajnoki döntőbe jutott |
| 2.  | OTP Bank-Pick Szeged       | 26 | 22 | 0 | 4  | 945–749  | +196 | 44 | Bajnoki döntőbe jutott |
| 3.  | Ferencvárosi TC            | 26 | 19 | 1 | 6  | 897–827  | +70  | 39 |                        |
| 4.  | MOL-Tatabánya KC           | 26 | 16 | 2 | 8  | 842–801  | +41  | 34 |                        |
| 5.  | Balatonfüredi KSE          | 26 | 12 | 7 | 7  | 766–773  | −7   | 31 |                        |
| 6.  | Győri ETO-UNI FKC F        | 26 | 13 | 2 | 11 | 819–803  | +16  | 28 |                        |
| 7.  | Csurgói KK                 | 26 | 10 | 5 | 11 | 739–765  | −26  | 25 |                        |
| 8.  | Gyöngyösi KK               | 26 | 9  | 4 | 13 | 744–807  | −63  | 22 |                        |
| 9.  | Komlói BSK                 | 26 | 7  | 5 | 14 | 692–773  | −81  | 19 |                        |
| 10. | PLER KC                    | 26 | 7  | 3 | 16 | 738–819  | −81  | 17 |                        |
| 11. | Nemzeti Kézilabda Akadémia | 26 | 7  | 2 | 17 | 748–838  | −90  | 16 |                        |
| 12. | Budakalász KC              | 26 | 7  | 1 | 18 | 721–797  | −76  | 15 |                        |
| 13. | Dabas VSE KC               | 26 | 4  | 5 | 17 | 699–800  | −101 | 13 | Kiesett                |
| 14. | Eger                       | 26 | 4  | 3 | 19 | 707–849  | −142 | 11 | Kiesett                |

Forrás: https://www.mksz.hu/versenyek/felnottFerfiVersenyek/32024292/320222635 
A rangsorolás alapszabályai: 1. összpontszám, 2. egymás elleni eredmények összpontszáma, 3. egymás elleni eredmények gólkülönbsége, 4. egymás elleni eredmények szerzett góljainak száma, 5. gólkülönbség, 6. szerzett gólok száma.
(B): Bajnokcsapat, (K): Kieső csapat, (F): Feljutó csapat, (I): Kupainduló, (R): A rájátszás győztese, (KGY): Kupagyőztes

## A döntő
A bajnoki döntőbe az alapszakasz első két helyezettje jutott. A bajnoki címet két győzelemig tartó párharc megnyerésével lehet megszerezni.
| Alapszakasz 1.  | Alapszakasz 2.       | 1. mérkőzés | 2. mérkőzés | 3. mérkőzés |
| --------------- | -------------------- | ----------- | ----------- | ----------- |
| One Veszprém KC | OTP Bank-Pick Szeged | 34–32       | 32–28       | 34–31       |

1. mérkőzés
| 2025. május 30. 19:15 (CEST) | One Veszprém KC | 34–32       | OTP Bank-Pick Szeged | Veszprém Aréna, Veszprém Nézőszám: 4800 Játékvezetők: Bócz, Wiedemann |
| 2025. május 30. 19:15 (CEST) | Descat 12       | (14–16)     | Frimmel, Smárason 7  | Veszprém Aréna, Veszprém Nézőszám: 4800 Játékvezetők: Bócz, Wiedemann |
| 2025. május 30. 19:15 (CEST) | 3×              | Jegyzőkönyv | 4×                   | Veszprém Aréna, Veszprém Nézőszám: 4800 Játékvezetők: Bócz, Wiedemann |

2. mérkőzés
| 2025. június 4. 18:30 (CEST) | OTP Bank-Pick Szeged | 32–28       | One Veszprém KC | Pick Aréna, Szeged Nézőszám: 7087 Játékvezetők: Hargitai, Markó |
| 2025. június 4. 18:30 (CEST) | Šoštarič 8           | (15–12)     | Fabregas 8      | Pick Aréna, Szeged Nézőszám: 7087 Játékvezetők: Hargitai, Markó |
| 2025. június 4. 18:30 (CEST) | 4× 1×                | Jegyzőkönyv | 4×              | Pick Aréna, Szeged Nézőszám: 7087 Játékvezetők: Hargitai, Markó |

3. mérkőzés
| 2025. június 8. 17:45 (CEST) | One Veszprém KC        | 34–31       | OTP Bank-Pick Szeged | Veszprém Aréna, Veszprém Nézőszám: 4900 Játékvezetők: Bíró, Kiss |
| 2025. június 8. 17:45 (CEST) | Fabregas, Koszorotov 7 | (17–15)     | Šoštarič 7           | Veszprém Aréna, Veszprém Nézőszám: 4900 Játékvezetők: Bíró, Kiss |
| 2025. június 8. 17:45 (CEST) | 4×                     | Jegyzőkönyv | 6×                   | Veszprém Aréna, Veszprém Nézőszám: 4900 Játékvezetők: Bíró, Kiss |

## Góllövőlista
| #   | Játékos            | Csapat                     | Gól |
| --- | ------------------ | -------------------------- | --- |
| 1.  | Kovács Tamás       | Nemzeti Kézilabda Akadémia | 144 |
| 2.  | Gregor Ocvirk      | PLER KC                    | 135 |
| 3.  | Balogh Zsolt       | Győri ETO-UNI FKC          | 127 |
| 4.  | Dean Bombač        | Győri ETO-UNI FKC          | 124 |
| 5.  | Szergej Koszorotov | One Veszprém KC            | 121 |
| 6.  | Srečko Jerković    | Komlói BSK                 | 119 |
| 7.  | Mario Šoštarič     | Pick Szeged                | 118 |
| 8.  | Szilágyi Benjámin  | Pick Szeged                | 112 |
| 9.  | Juhász Ádám        | Budakalász KC              | 110 |
| 10. | Stefan Sunajko     | PLER KC                    | 109 |